# We're GEM!
「We're GEM!」（ウィーアージェム）は、GEMの1枚目のシングル。2014年1月1日にiDOL Streetから発売された。

## 概要
「CD+DVD盤」、「CDのみ盤」、「イベント会場・mu-moショップ限定盤」の3形態で発売。「CD+DVD盤」、「CDのみ盤」の2形態には、初回特典として握手会イベント参加券を封入。
MVでは、メンバーは「My GEM」の宝石たちが集まった巨大なGEM（宝石）をバックに踊っている。また、衣装の一部はCECIL McBEEから提供されている。
c/wの「BFF」は、「Best Friend Forever」の略。

## 収録曲

### CD+DVD盤
1. We're GEM!
作詞：Litz　作曲：ArmySlick、Jam9　編曲：ArmySlick
2. BFF
作詞：S-KEY-A　作曲・編曲：石井健太郎

DVD
1. We're GEM! (Music Video)
2. Off Shot Movie

### CDのみ盤
1. We're GEM!
2. BFF
3. PAN-PAKA-PAN! (Song by GEM)
作詞：小松レナ　作曲：吉田将樹　編曲：BLUE☆BiRDS

### イベント会場・mu-moショップ限定盤
1. We're GEM!
2. BFF
3. We're GEM! (Instrumental)
4. BFF (Instrumental)

## 音楽配信について
本作リリース時には定額制音楽配信サービスが普及していなかったが、現在は国内の主要な定額制音楽配信サービスで本作が配信されている。しかし、「CD+DVD盤」のCDに収録されている曲を配信するサービスと「CDのみ盤」を配信するサービスに分かれてしまい、前者のサービスでは「We're GEM!」のカタログに「PAN-PAKA-PAN! (Song by GEM)」が含まれていない。このようなサービスでも1stアルバム「Girls Entertainment Mixture」は配信されていて「PAN-PAKA-PAN! (Song by GEM)」も収録されているので、これを利用すればよい。

## イベント
- 「We're GEM!」リリース記念 2ショット撮影会（2014年1月11日、avex本社）[注 2] - 3部制
- 握手会イベント（2014年1月13日、avex本社）[注 3] - 2部制